# Crithagra donaldsoni
Il canarino beccogrosso settentrionale (Crithagra donaldsoni (Sharpe, 1895)) è un uccello passeriforme della famiglia Fringillidae.

## Etimologia
Il nome scientifico della specie, donaldsoni, venne scelto in omaggio al cacciatore-esploratore statunitense Arthur Donaldson Smith.

## Descrizione

### Dimensioni
Misura 15-15,5 cm di lunghezza, e 16-27 grammi di peso.

### Aspetto
Si tratta di uccelletti dall'aspetto robusto, muniti di grossa testa arrotondata, becco conico e massiccio (come intuibile dal nome comune), ali appuntite e coda dalla punta lievemente forcuta.
Il piumaggio presenta dimorfismo sessuale: i maschi, infatti, presentano gola, petto, ventre, guance e sopracciglio e codione di colore giallo, mentre testa e dorso sono di colore verde oliva-giallastro, le remiganti sono nere con orli bianchi e dello stesso colore è anche la coda. Le femmine mancano invece quasi del tutto del lipocromo giallo, sostituito dal bianco-grigiastro. In ambedue i sessi, il becco è di colore bruno con punta più scura, le zampe sono di color carnicino e gli occhi sono di colore bruno scuro.

## Biologia
Si tratta di uccelli diurni, che si muovono da soli, in coppie o in gruppetti familiari e passano la maggior parte della giornata in movimento alla ricerca di acqua e cibo fra cespugli ed erba alta, salvo poi far ritorno su posatoi fra gli alberi al tramonto per passare la notte.

### Alimentazione
Questi uccelli presentano dieta essenzialmente granivora, e grazie al forte becco riescono ad avere ragione di una grande varietà di semi di piante erbacee e cespugliose, nutrendosi inoltre di bacche, frutti (ad esempio i baccelli ed i semi d'acacia), germogli, foglioline e, sebbene molto raramente, anche di piccoli invertebrati.

### Riproduzione
La stagione riproduttiva cade fra giugno e novembre, con un secondo picco di schiuse osservabile anche nel mese di marzo. Si tratta di uccelli rigorosamente monogami, in cui la femmina costruisce il nido (una struttura a coppa fatta di vegetali intrecciati) e depone 2-3 uova: si conosce poco altro delle loro abitudini riproduttive, che tuttavia molto verosimilmente non differiscono di molto da quelle osservabili fra le specie congeneri e fra i fringillidi in generale, sia come modalità che come tempistiche.

## Distribuzione e habitat
Il canarino beccogrosso settentrionale vive nel Corno d'Africa, occupando un areale che va dall'Etiopia centrale alle coste orientali della Somalia, a sud fino al Kenya centrale e nord-occidentale.
L'habitat di questi uccelli è rappresentato dalla savana alberata (a predominanza di acacie) e cespugliosa, colonizzando anche ambienti più aridi ed in tal caso compiendo spostamenti anche di una certa entità alla ricerca dell'acqua.